# Reckingen-Gluringen
Reckingen-Gluringen (toponimo tedesco) è stato un comune svizzero del Canton Vallese, nel distretto di Goms.

## Storia
Il comune di Reckingen-Gluringen è stato istituito nel 2004 con la fusione dei comuni soppressi di Gluringen e Reckingen e soppresso il 1° gennaio 2017, quando è stato aggregato agli altri comuni soppressi di Blitzingen, Grafschaft, Münster-Geschinen e Niederwald per formare il nuovo comune di Goms.

## Società

### Evoluzione demografica
L'evoluzione demografica è riportata nella seguente tabella:
Abitanti censiti